# Mantispa thomensis
Mantispa thomensis là một loài côn trùng trong họ Mantispidae thuộc bộ Neuroptera. Loài này được Viette miêu tả năm 1958.